# 北波托馬克 (馬里蘭州)
北波托馬克（英語：North Potomac）是位於美國馬里蘭州蒙哥馬利縣的一個普查規定居民點。

## 人口
根據2020年美國人口普查的數據，北波托馬克的面積為16.99平方千米，當中陸地面積為16.99平方千米，而水域面積為0.10平方千米。當地共有人口23790人，而人口密度為每平方千米1,400.24人。